# 水晶宮 (馬德里)

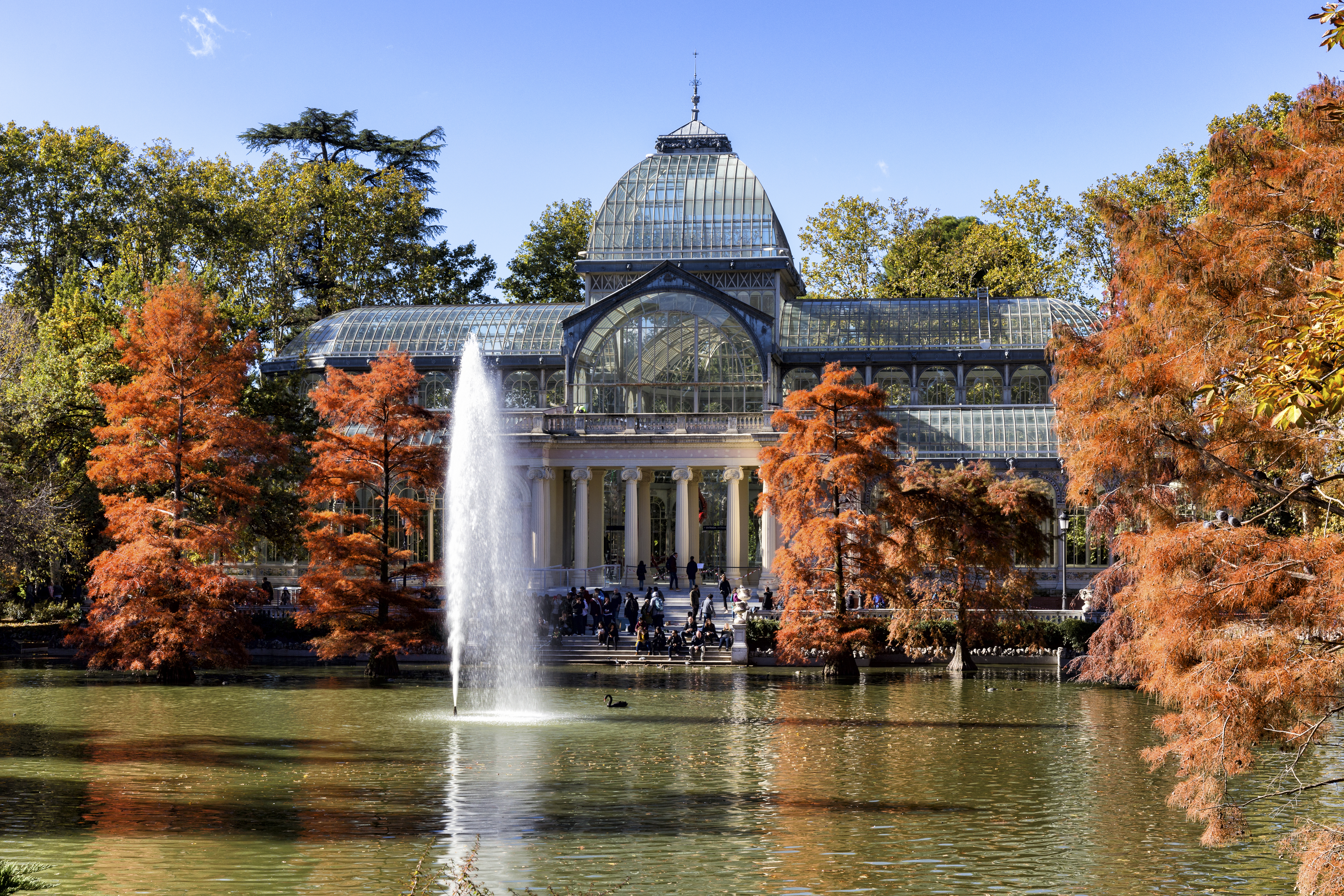
水晶宮

水晶宮（西班牙語：Palacio de Cristal）是一座位於西班牙首都馬德里麗池公園的溫室。這座建築修建於1887年，用來舉辦菲律賓博覽會。建築設計者是Ricardo Velázquez Bosco。現在該建築是索菲婭王后國家藝術中心博物館的展廳之一。
40°24′48.8″N 3°40′55.4″W / 40.413556°N 3.682056°W